# Siegfried Odermatt
Siegfried Odermatt (* 13. September 1926 in Neuheim; † 13. Januar 2017 in Zürich) war ein Schweizer Grafikdesigner und Plakatkünstler. 

## Leben und Werk
Odermatt war als Grafikdesigner erklärter Autodidakt. In den Jahren 1941 bis 1949 arbeitete er in einem Atelier für Industriegrafik, im Atelier des Malers und Grafikers Hans Falk, in einer Werbeagentur in Wädenswil und assistierte dem Fotografen Werner Bischof. 1950 machte er sich selbständig, 1968 gründete er zusammen mit der Grafikerin Rosemarie Tissi die Ateliergemeinschaft Odermatt & Tissi in Zürich. Mit seinem Plakat für die Ausstellung «Meister der Plakatkunst» (1959) im Zürcher Kunstgewerbemuseum machte sich Odermatt einen Namen als Erneuerer der konstruktiven Grafik.  
Obschon er in der Ateliergemeinschaft mit Rosmarie Tissi arbeitete, führten beide ihre eigenen Aufträge aus, entwickelten aber im Dialog eine gemeinsame visuelle Sprache für Plakate, Inserate, Prospekte, Geschäftsausstattungen, Firmenlogos und Verpackungen. Ihre Gestaltung zeichnete sich durch eine sachlich-klare, oft strenge Sprache aus. Im Mittelpunkt stand dabei oft die auf das Wesentliche konzentrierte Mitteilung. Siegfried Odermatt verstand Grafik als ein Instrument der Mitteilung und beschränkte seine eingesetzten Mittel gemäss dem gestalterischen Kanon auf Typografie, Fotografie und die konstruktive, elementare Zeichnung. 
Seit 1974 war er Mitglied der Alliance Graphique Internationale (AGI). 1992 gewann er den Plakat- und Erscheinungsbild-Wettbewerb für die Kieler Woche.
Für seine gestalterische Arbeit – Bücher, Plakate, Erscheinungsbilder, Logos – wurde Siegfried Odermatt international ausgezeichnet, in zahlreichen Gruppen- und Einzelausstellungen wurden seine Werke präsentiert. Galerien und Museen in Europa, den USA und Japan haben seine Arbeiten in ihren Sammlungen. 1998 widmete die Ginza Graphic Gallery in Tokio der Ateliergemeinschaft Odermatt & Tissi eine Einzelausstellung.